# Кураш на Азиатских играх по боевым искусствам и состязаниям в помещениях 2017
Кураш на Азиатские игры по боевым искусствам и состязаниям в помещениях проходил в Ашхабаде, Туркменистан, с 20 по 22 сентября 2017 года на Арене боевых искусств.

## Медалисты

### Мужчины
| Весовая категория | Золото                           | Серебро                          | Бронза                                                       |
| ----------------- | -------------------------------- | -------------------------------- | ------------------------------------------------------------ |
| до 60 кг          | Бехзад Вахдани · Иран            | Эркин Омурзаков · Туркменистан   | Öhrat Hallyýew · Туркменистан Al Llamas · Филиппины          |
| до 66 кг          | Марат Оразов · Туркменистан      | Недир Аллабердиев · Туркменистан | Ганбар Али Ганбари · Иран Хушкадам Хусравов · Таджикистан    |
| до 73 кг          | Давлат Абраев · Узбекистан       | Бехруз Ходжазода · Таджикистан   | Омид Тизтак · Иран Мотонори Симада · Япония                  |
| до 81 кг          | Камолиддин Расулов · Узбекистан  | Хуан Чун-та · Китайский Тайбэй   | Элиас Алиакбари · Иран Мухаммет Темиров · Туркменистан       |
| до 90 кг          | Шухратжон Арсланов · Узбекистан  | Моджтаба Замани · Иран           | Независимые спортсмены Али Ат-Тавил Шаян Хейрандиш · Иран    |
| до 100 кг         | Ильхом Джураев · Узбекистан      | Моджтаба Никбин · Иран           | Фирдавс Насимов · Таджикистан Гуванч Бегалиев · Туркменистан |
| 100 кг            | Мухсин Хисомиддинов · Узбекистан | Кямран Ростами · Иран            | Мирваис Омархил · Афганистан Бегенч Бегалиев · Туркменистан  |

### Женщины
| Весовая категория | Золото                           | Серебро                         | Бронза                                                           |
| ----------------- | -------------------------------- | ------------------------------- | ---------------------------------------------------------------- |
| до 48 кг          | Зарина Сапарова · Туркменистан   | Малапрабха Джадхав · Индия      | Цзоу Чиа-вэнь · Китайский Тайбэй Đỗ Чт Ха · Вьетнам              |
| до 52 кг          | Гульнор Сулайманова · Узбекистан | Saýýara Ereşowa · Туркменистан  | Айнур Аманова · Туркменистан Ничакан Сисай · Таиланд             |
| до 57 кг          | Дилдора Шерметова · Узбекистан   | Прапатип Нарккарач · Таиланд    | Мяхрибан Курбанова · Туркменистан Ли Ван-тин · Китайский Тайбэй  |
| до 63 кг          | Cheng Yu-erh · Китайский Тайбэй  | Марал Султанова · Туркменистан  | Гюльшат Насырова · Туркменистан Хасна Саид · Сирия               |
| до 70 кг          | Ян Сянь-цзы · Китайский Тайбэй   | Мария Лохова · Туркменистан     | Насиба Халлыева · Туркменистан Гавхар Худайкулова · Узбекистан   |
| до 78 кг          | Кумуш Юлдашова · Узбекистан      | Као Цзя-цзин · Китайский Тайбэй | Оразгюль Сеидова · Туркменистан Гезель Каримбаева · Туркменистан |
| до 87 кг          | Рахима Юлдошова · Узбекистан     | Ширин Кубаева · Туркменистан    | Джиоти · Индия Захра Багери · Иран                               |
| 87 кг             | Trần Thị Thanh Thủy · Вьетнам    | Анна Дмитриева · Туркменистан   | Лейла Алиева · Туркменистан Неха Соланки · Индия                 |